# Krautsalat

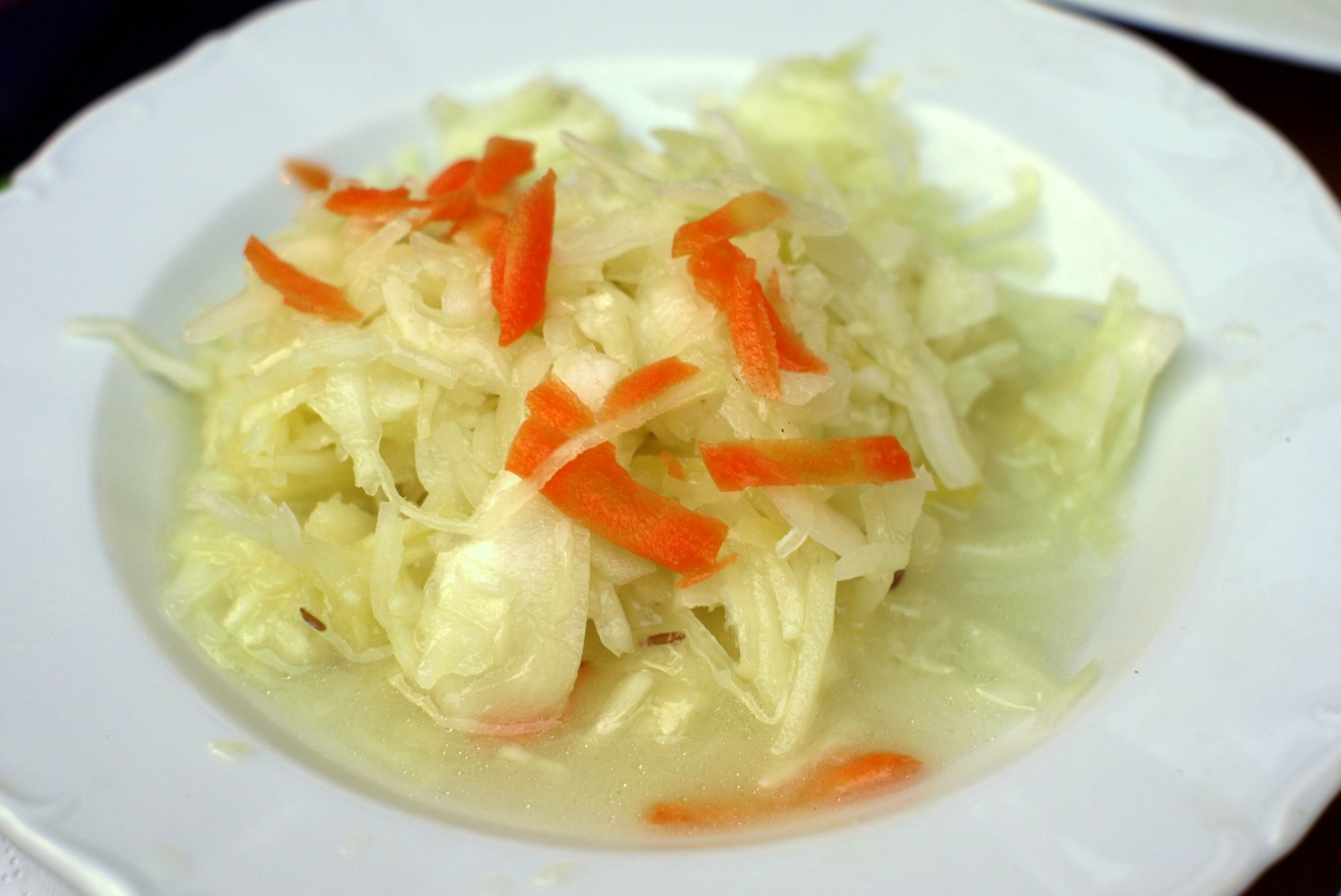
Krautsalat

Krautsalat ist ein Salat, der meist aus Weißkraut, seltener aus Blau- bzw. Rotkraut zubereitet wird, hierbei steht Kraut als alternative Bezeichnung für Kohl. Er kann sowohl warm als auch kalt zubereitet werden. Als eine der ältesten Kulturpflanzen in Europa gab es Salat aus Weißkraut vermutlich schon bei den Römern. In manchen Regionen wurde Kopfsalat früher auch als Krautsalat bezeichnet.

## Geschichte

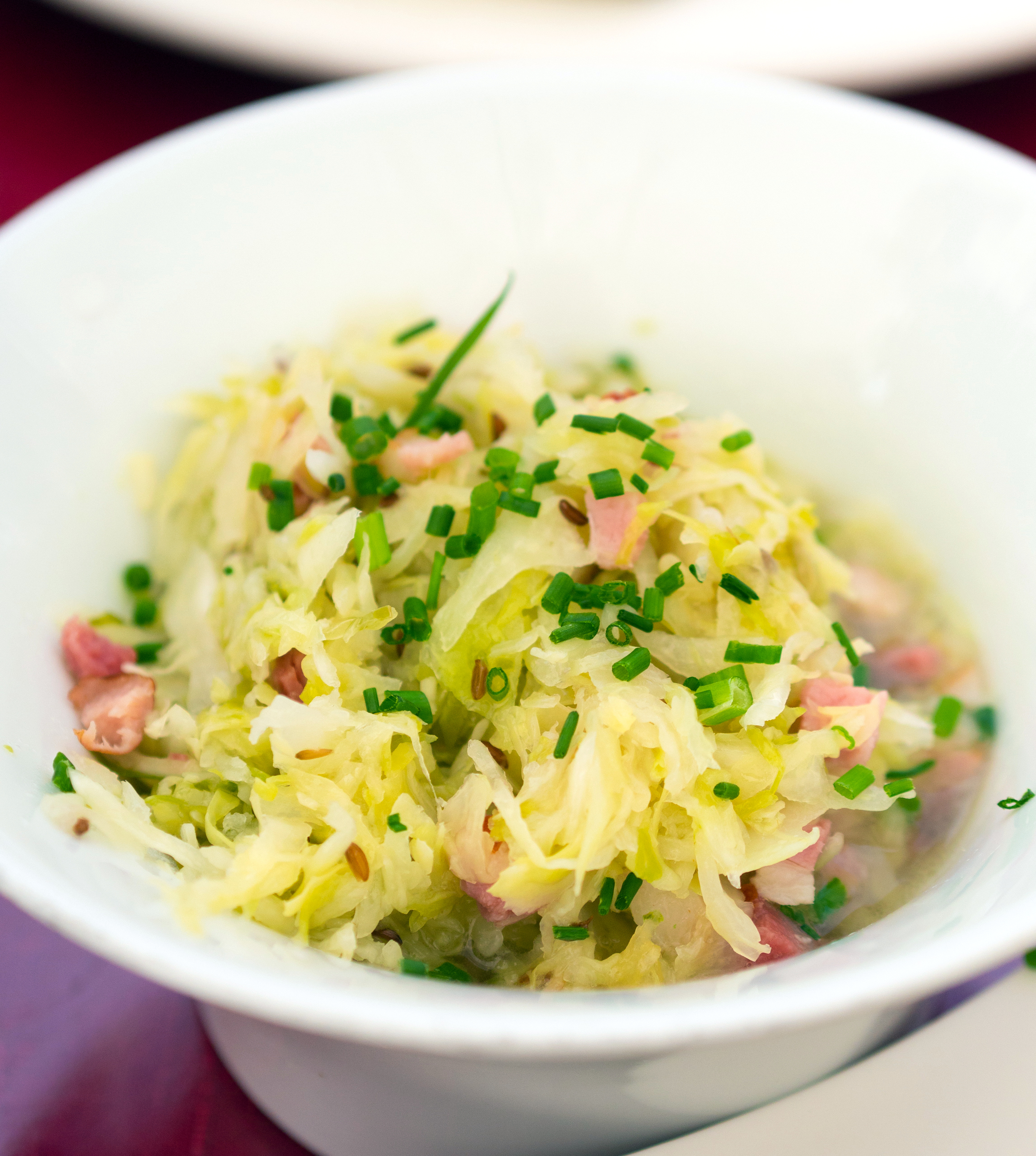
Speckkrautsalat

Die Oeconomische Encyclopädie von Johann Georg Krünitz aus dem 18. Jahrhundert gibt folgendes Grundrezept für die Zubereitung eines kalten Krautsalats an: 

„Dieser fein geschnittene Kohl wird mit etwas Salz eingesprengt, mit gestoßenem Pfeffer vermengt, mit Essig und Baum-Oehl angemacht, auch oben her mit etwas Pfeffer bestreuet. […] Der kalte Kraut-Salat ist eine Gast-Speise, und es wird derselbe zu sehr vielen Speisen, als: Eyern, Eyer-Kuchen, Salz- und Brat-Fisch, rohen und gekochten kalten Schinken, kaltem Bökel- und Räucher-Fleisch, Knack-Wurst, Ochsen-Zunge, warmen, nur simpel gekochten Rind-Fleisch, und allerley Braten, aufgesetzt und gegessen.“

Für eine warme Version empfiehlt Krünitz, das fein geschnittene Kraut zu salzen und dann in zerlassener Butter oder in Gänseschmalz anzuschwitzen, Essig und eventuell etwas Speck zuzugeben. 

„Dieser warme Kraut-Salat kann mit Carbonnade und Brat-Würsten garniert, und zu eben denjenigen Speisen, wie der kalte, gegessen werden. Er ist ebenfalls eine Gast-Speise, und wird am liebsten des Abends mit Salz-Fischen gegessen.“

Um den Salat „ansehnlicher“ zu machen, könne er auch mit Weintrauben oder mit geschmorten Pflaumen garniert werden.
Die bekannte Kochbuchautorin Henriette Davidis aus dem 19. Jahrhundert gibt ein Rezept für Krautsalat aus Blau- oder Weißkraut an, verfeinert mit Essig, Öl, Sauerrahm und Zwiebeln.

## Zubereitungsarten

### Warme Krautsalate
Aus nudelig geschnittenem Kraut werden warme Salate unterschiedlich hergestellt: das vorbereitete Kraut wird mit kochendem Wasser überbrüht und nach dem Abseihen mit Marinade angemacht, ausgelassener Speck oder heißes Bratenfett, Enten- oder Gänsefett darübergegossen. Eine andere Methode ist weichgedünstetes gesüßtes Kraut mit heißem Essig übergossen, dieser Salat wird heiß mit heißen Speckwürfeln serviert. Alternativ Zwiebeln in Fett anrösten, darin das Kraut weichdünsten.

### Kalte Krautsalate
Feinnudelig geschnittenes Kraut wird mit siedendem Wasser übergossen, nach einigen Minuten abgeseiht und mit Salz, Öl, Essig und Kümmel vermengt. Für Rotkohlsalat werden noch geriebene Äpfel und Zitrone statt Essig verwendet.
Die griechische Küche serviert Krautsalat als Beilage zu vielen Gerichten.
Bei der Zubereitung wird das Weißkraut kleingeschnitten und blanchiert. Nach dem Abtropfen wird es mit Olivenöl, Essig, Zitronensaft, Salz, Pfeffer und weiteren Gewürzen, häufig zumindest Kümmel, vermengt. Bekannte Varianten ergänzen das Weißkraut mit Streifen von Möhren und Zwiebeln.
Der Salata Malfuf der libanesischen Küche ist ein Krautsalat mit einer Sauce aus Olivenöl, Zitronensaft und Knoblauch. Typische Gewürze sind Salz, Kreuzkümmel und Minze.

### Sonstige Krautsalate

#### Sauerkrautsalat
Rohes Sauerkraut wird kleingeschnitten und mit Essig und Öl vermischt. Als Variante kann der Salat mit Tomaten, Essiggurken, Paprikaschoten oder mit hartgekochtem, gehacktem Ei garniert werden.

#### Coleslaw

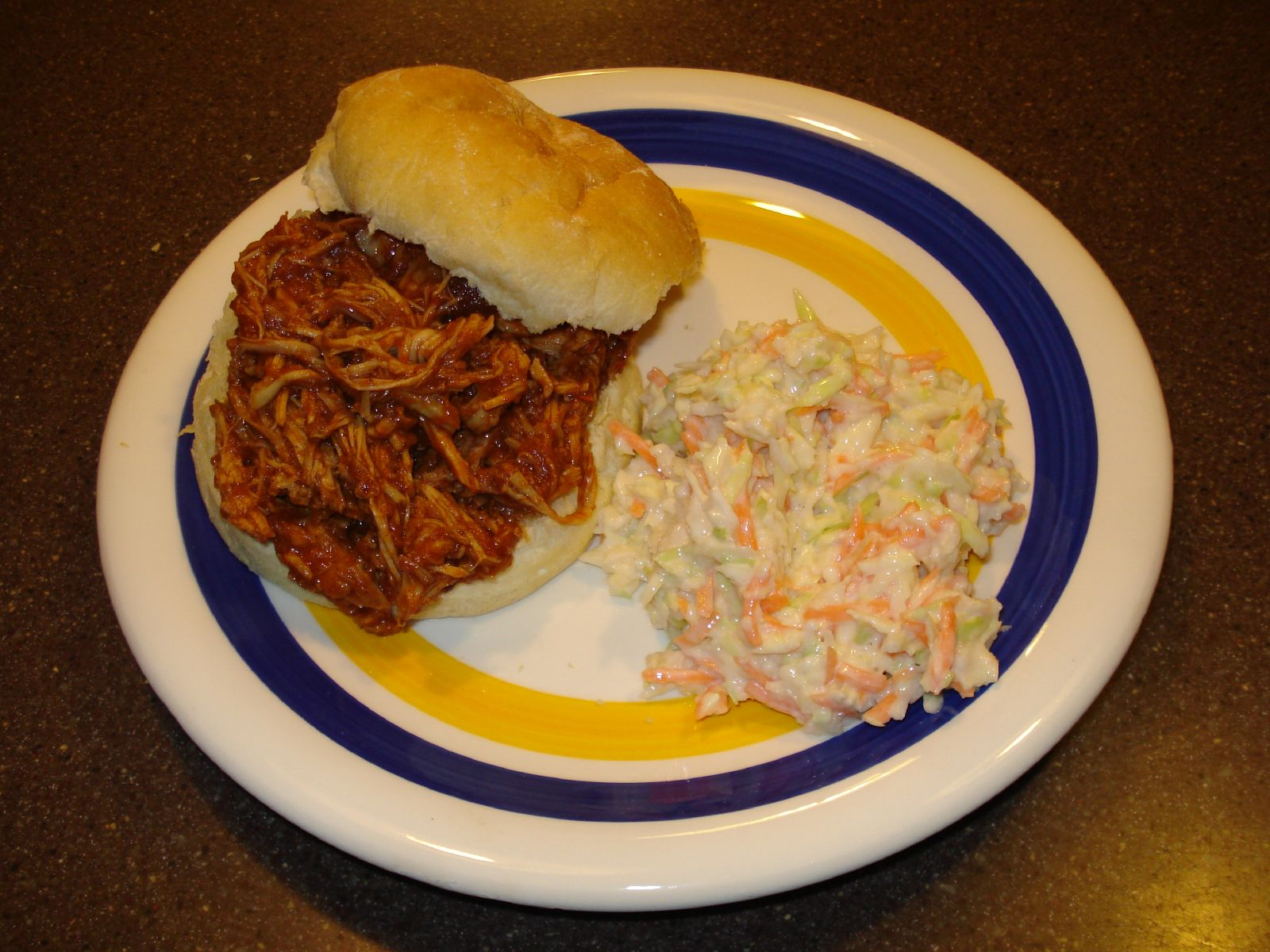
Coleslaw als Beilage zum Barbecue (hier Pulled Pork)

In Irland, Großbritannien, Neuseeland, Australien und Nordamerika ist Krautsalat unter der Bezeichnung Coleslaw verbreitet. Von Region zu Region existieren unterschiedliche Rezepte, typisch ist aber eine Sauce auf Basis von Mayonnaise und oft mit einer Zugabe von geriebenen Karotten. Coleslaw wird zu Barbecue, Fish and Chips und anderen frittierten Speisen oder ganz allgemein als Beilage serviert.
Der Begriff Coleslaw wurde von dem niederländischen Wort Koolsla entlehnt, einem Kognaten zu „Kohlsalat“. Das niederländische Wort Kool stammt wie das deutsche Kohl vom Lateinischen caulis bzw. Vulgärlateinischen colis („Stengel, Stiel, Strunk, Kohl“) ab. Rezepte für Coleslaw finden sich bereits in amerikanischen Aufzeichnungen aus dem 18. Jahrhundert. Bis zu den 1860er Jahren war Coleslaw in England als Coldslaw bekannt.
In Deutschland wird ein dem Coleslaw ähnlicher Salat als Partysalat oder Farmersalat verkauft.